# Château de Bryn Bras
Le château de Bryn Bras (Bryn Bras Castle) est un château situé sur l'ancienne route entre Llanrug et Llanberis, à Caernarfon, au Royaume-Uni. La demeure, qui est toujours une propriété privée, est un bâtiment classé Grade II*, de même que ses jardins et son parc sont classés Grade II sur le registre des parcs et jardins d'intérêt historique du Pays de Galles.

## Histoire
Le château a été construit dans un style néo-roman entre 1829 et 1835 sur l'emplacement d'une structure antérieure par l'architecte britannique Thomas Hopper pour l'avocat Thomas Williams (1795-1874).
Il fut ensuite acheté en 1897 par le capitaine Frank Stewart Barnard, haut shérif du Caernarvonshire de 1903 à 1904, qui fit du domaine un élevage, et demeura au château jusqu'à sa mort en 1917.
Par la suite, le château devient la propriété du magnat du pétrole Duncan Elliot Alves (1870-1947), qui fut maire de Caernarfon pendant six ans et haut shérif du comté de 1931 à 1932. À sa mort en 1938, le domaine changea à nouveau de mains à plusieurs reprises, et une grande partie des terres environnantes fut vendue.
Bryn Bras Castle est encore aujourd'hui une propriété privée.

## Architecture et description
Le château est un bâtiment classé Grade II*.
Deux éléments de la structure du château bénéficient de leurs propres inscriptions, les murs d'enceinte et les portes et tourelles.
Les jardins sont également classés Grade II sur le Registre des parcs et jardins d'intérêt historique particulier au Pays de Galles : au sein de ce parc, une paire de statues de gladiateurs,, une statue du dieu Pan dans un bassin et le jardin Renaissance dans lequel elle se trouve, ainsi qu'un observatoire, sont également inscrits en propre.